# Super Mario
Super Mario (スーパーマリオ?, Sūpā Mario), anche nota come Super Mario Bros. (スーパーマリオブラザーズ?, Sūpā Mario Burazāzu) e Mario (マリオ?, Mario), è una serie di videogiochi a piattaforme giapponese prodotta da Nintendo, avente come protagonista Mario, la mascotte dell'azienda. È la principale serie del più grande franchise di Mario. La serie videoludica è considerata una delle più popolari, durature e migliori della storia.

Il logo della serie dal 2011

Alcuni titoli appartenenti a questa serie sono considerati tra i più grandi e celebri videogiochi della storia. In generale la serie e il suo protagonista, che nella maggior parte dei titoli è Mario, solitamente accompagnato dal fratello Luigi, hanno avuto un profondo impatto sulla cultura videoludica e popolare dagli anni '80, tanto che la serie è composta da oltre 200 videogiochi, la maggior parte dei quali appartengono al genere platform e contengono nel titolo la dicitura Super Mario, nome del filone principale della serie. Essa è inoltre la saga che ha venduto di più, arrivando nel 2012 a superare 262 milioni di copie vendute, contando solo la serie principale. Le serie spin-off come Mario Kart e Mario Party hanno venduto rispettivamente più di 78 milioni di unità e più di 32 milioni di unità. In totale l'intera serie dedicata a Mario, contando tutti gli spin-off e i prodotti a esse legate, ha venduto oltre 856 milioni di copie in tutto il mondo, rivelandosi la serie di videogiochi di maggior successo e popolarità della storia.

## Modalità di gioco
L'obiettivo principale dei giochi della serie Super Mario è quello di progredire attraverso i livelli sconfiggendo nemici, collezionando oggetti e risolvendo puzzle senza perdere tutte le vite. Sparsi per i livelli sono presenti vari potenziamenti che una volta raccolti donano nuove abilità al personaggio giocante. La serie comprende giochi sia in 2D che in 3D. Mario è soprattutto conosciuto per la sua abilità di salto che lo accompagna fin dagli esordi. L'abilità si è evoluta nel corso della serie, a cominciare dall'introduzione del Salto Supercarica (Supercharged Jump) e dello spin jump. L'esordio nel mondo delle tre dimensioni vide Mario apprendere l'abilità del salto triplo, del salto lungo, del salto all'indietro o del salto a parete che, grazie a New Super Mario Bros., fu introdotto anche nei giochi bidimensionali.
Nei giochi di Super Mario bidimensionali il personaggio giocante (solitamente Mario) salta sulle piattaforme e sui nemici per cercare di evitare i loro attacchi e si muove verso il lato destro dello schermo. I livelli bidimensionali di Mario hanno un solo modo di essere completati (cioè arrivare alla fine dello stesso) e un tempo limite che il giocatore deve rispettare per farlo.
Super Mario Bros. 3 introdusse la mappa del mondo, dove sono presenti i livelli di gioco che il giocatore a volte può scegliere liberamente, mentre Super Mario Bros. 4 introdusse i livelli a multipla uscita.
Super Mario 64 fu il primo gioco della serie in 3D. I livelli tridimensionali, rispetto a quelli in due dimensioni, perdevano la linearità per favorire una libera esplorazione del medesimo da parte del giocatore, introducendo attacchi fisici per combattere i nemici e una barra dell'energia per il personaggio giocante. I livelli potevano essere superati completando un obiettivo che portava sempre al ritrovamento di una Super Stella.

### Oggetti principali
La serie di Mario ha numerosi oggetti da raccogliere sparsi per il mondo di gioco, che è possibile trovare nascosti nei blocchi ? (un blocco giallo con "?" bianco che se colpito dal basso fa apparire un oggetto o una moneta) o dentro ai muri, oppure in fondo ai tubi. Questi oggetti possono essere dei potenziamenti per il personaggio controllato dal giocatore, oppure dei peggioramenti.

#### Super Fungo
Uno degli oggetti principali e più celebri della serie, il Super Fungo è un fungo dal cappello rosso a pallini bianchi che se raccolto trasforma il giocatore in una sua versione Super, aumentandone le dimensioni. Questo è uno degli oggetti più facili da trovare e solitamente è situato dentro a blocchi ben visibili, così da facilitare il giocatore. Grazie al fungo il giocatore ha la possibilità di colpire i blocchi di mattone e di essere colpito dai nemici senza perdere una vita.

#### Fiore di Fuoco
Il Fiore di Fuoco è un fiore che può essere di colore rosso (il più comune), bianco o giallo. Raccogliendolo Mario ha la possibilità di trasformarsi in una versione potenziata di se stesso in grado di sparare palle di fuoco dalle mani. In Super Mario Galaxy e in Super Mario Galaxy 2 l'effetto è temporaneo.

#### Super Stella
Conosciuta anche con il nome di Starman, toccandola il giocatore diventa temporaneamente invincibile e assume una colorazione brillante. Questo particolare e raro oggetto si presenta come una stella ed è particolarmente difficile da trovare; una volta trovata, è anche molto sfuggevole. In Super Mario 64 le stelle (Superstelle) sono il principale obiettivo del giocatore e i livelli possono essere completati solo riuscendo a raccoglierla. Stessa cosa vale per Super Mario Galaxy, dove oltre alle Superstelle si riceve una Megastella al completamento di un mondo di gioco. In Super Mario Odyssey le lune del Regno dei Funghi sono Superstelle.

#### Megafungo e Minifungo
Queste due varianti del Super Fungo sono apparse per la prima volta in New Super Mario Bros. per il Nintendo DS. Con il Megafungo il giocatore diventa gigantesco e può abbattere ogni ostacolo si presenti sul suo cammino, mentre con il Minifungo diventa minuscolo e ha così accesso a luoghi nascosti prima inesplorabili, oltre a poter correre sul pelo dell'acqua e a saltare molto più in alto.

#### Fungo 1-UP
Oggetto storico della serie, è uguale al Super Fungo, tranne per il cappello verde. Raccogliendolo dona a Mario una vita in più. Raro da trovare, è uno degli oggetti più famosi del gioco, al quale è stata dedicata anche una linea di magliette di successo.

#### Super Foglia
La Super Foglia, apparsa per la prima volta su Super Mario Bros 3, trasforma Mario in un procione dandogli la capacità di volare previo riempimento di un'apposita barra e di colpire i nemici utilizzando la coda.

#### Abiti
In Super Mario Bros 3 apparvero per la prima volta alcuni abiti speciali che trasformano il giocatore.
- Abito martello: permette a Mario il lancio dei martelli;
- Abito rana: trasforma Mario in una rana permettendogli il perfetto controllo in ambienti acquatici;
- Abito Tanooki: trasforma Mario in un procione, permettendogli di godere degli effetti della Super Foglia e di trasformarsi per pochi secondi in una statua invulnerabile al tocco nemico.

#### Cappelli
In Super Mario 64 vengono introdotti tre tipi di cappelli che danno al giocatore la possibilità di ottenere vari poteri.
- Cappello alato: concede a Mario la possibilità di volare.
- Cappello metallico: rende il corpo di Mario fatto di metallo e gli permette di resistere maggiormente ai colpi nemici e di camminare sul fondale marino.
- Cappello invisibile: rende Mario immateriale e gli dà la capacità di attraversare oggetti solidi come i muri.

#### Moneta
La valuta del Regno dei Funghi è la Moneta ed è un oggetto di colore solitamente dorato (del tutto simile a una comune moneta del mondo reale) che il giocatore può trovare ovunque nel mondo di gioco: difatti è l'oggetto più comune in assoluto. Inoltre, raccolte 100 monete, il giocatore riceve una 1-UP.
Esistono quattro tipi di Moneta.
- Gialla: situate dappertutto, nei giochi di Super Mario in due dimensioni servono a incrementare il punteggio, mentre in alcuni titoli della saga (ad esempio Super Mario 64) servono a ripristinare parte della salute. Nei giochi di ruolo di Super Mario servono a effettuare acquisti.
- Rossa: valgono solitamente due monete gialle e spesso ne appaiono otto di seguito in funzione di bonus.
- Blu: le monete più rare del Regno dei Funghi, valgono cinque monete gialle. Difficili da trovare, sono nascoste o appaiono casualmente durante un livello bonus. Assieme alla moneta rossa e a quella gialla in Super Mario 64 sono conosciute come "monete stella". Infine la moneta blu e la moneta rossa sono presenti solo in quest'ultimo.
- Verde: in New Super Mario Bros. U, toccando il cerchio verde compaiono cinque gruppi formati da tre monete verdi ognuno (un gruppo alla volta, con il successivo che compare appena raccolte le tre monete in un tempo limite di tre secondi) per un totale di quindici monete verdi. Difficili da trovare, una volta raccolte tutte e quindici compare un fungo 1-UP o un potenziamento.

#### Fungo velenoso
Conosciuto anche come Fungo Morte, per via dei suoi effetti dannosi sul giocatore, è uno svantaggio che una volta toccato il giocatore perde una vita o l'indebolimento/rimpicciolimento se potenziato.
Il fungo velenoso apparve per la prima volta su Super Mario Bros.: The Lost Levels. Si presenta come un fungo blu dal cappello viola con i buchi al posto dei pallini (delle stesse dimensioni del Super Fungo)
In alcuni giochi (per esempio in Super Mario 3D Land) il fungo velenoso non ha un percorso preimpostato, ma insegue il giocatore.

#### Warp Pipe
I Warp Pipe non sono in realtà oggetti da raccogliere, bensì dei tubi che solitamente fuoriescono dal terreno, dal soffitto o dalle profondità marine e sono utilizzati dagli abitanti del Regno dei Funghi come mezzo di trasporto rapido per viaggiare tra le varie zone che compongono il mondo. Il giocatore può utilizzarli per accedere a nuove aree del livello o teletrasportarsi rapidamente verso fasi più avanzate del gioco. Possono essere di quattro colori: verdi, blu, rossi e gialli. I più comuni sono i verdi e appaiono sin da Super Mario Bros.; sono presenti solo nei livelli sottoterra. Nei livelli 1-2 e 4-2 se ne possono incontrare tre contemporaneamente.
In alcuni giochi (ad esempio Super Mario 3D Land e Super Mario 3D World) c'è un tubo rosso nei vari livelli; per esempio, il tubo nel mondo 1-2 porta al mondo 2.
Nei vecchi Super Mario Bros. il tubo nel livello 1-2 porta ai mondi 2, 3 e 4, mentre quello nel livello 4-2 porta ai mondi 5, 6, 7 e 8.

#### Anelli
L'anello rosso, presente da New Super Mario Bros., se attraversato fa apparire otto monete rosse; se raccolte tutte si riceve come premio un oggetto speciale (di solito 1-UP o Super Fungo).
L'anello dorato, introdotto da New Super Mario Bros. 2, se attraversato i nemici diventano dorati e se sconfitti rilasciano cinque monete. Più nemici vengono sconfitti contemporaneamente, più il numero di monete aumenta (la sequenza è 5,10,15, 20, 50). Se viene utilizzato Mario dorato poi le monete raccolte ricevono una combo x2, ovvero raddoppiano.
L'anello verde, che ha la stessa finalità dell'anello rosso, è stato introdotto da New Super Mario Bros. U e fa apparire quindici monete verdi (tre per volta).

#### Asta
Segna la fine di un livello ed è formata da una asta metallica grigia e una bandiera nera con il simbolo di Bowser.
Nei vecchi Super Mario Bros. però, l'asta era completamente verde e la bandiera era bianca con il simbolo di un teschio.
Più il giocatore finisce in alto all'asta, più punti ottiene.

#### Blocchi speciali
Il Blocco Luce permette a Mario di illuminare gli spazi bui o altrimenti sconfiggere i nemici. Esso è un blocco completamente bianco con grandi occhi neri.
Il Blocco Elica, se tenuto, comporta gli stessi effetti del Fungo Elica, ma con l'impossibilità del salto sulle pareti. Esso è un blocco rosso (o blu) e presenta grandi occhi bianchi.
Il Blocco Nota (di colore bianco, rosa o arcobaleno con disegnato una nota musicale) permette al giocatore di saltare il doppio del normale. Fa il suo ingresso da Super Mario Bros. 3.
In New Super Mario Bros. Wii e in New Super Mario Bros. U, dopo aver perso otto vite nello stesso livello, appare il Blocco Super Guida (verde con "!" giallo) dove Luigi supera automaticamente il livello, tuttavia senza raccogliere monete, monete stella, punti, eventuali potenziamenti oppure eventuali vite extra.
Il Blocco Roulette permette di dare a Mario un potenziamento a seconda di cosa colpisce (super fungo, super stella, piuma e così via).
Il Blocco Oggetto Finto (col "?" verso il basso) è presente nella serie Mario Kart e permette al contatto di far ribaltare il kart avversario. Esso non è da confondere col Blocco Oggetto che permette invece al kart di usufruire di un potenziamento casuale.

### Colonna sonora
Molti degli effetti sonori e delle musiche apparse nel primo titolo della serie Mario sono diventate iconiche per la serie stessa e sono state riprese dai titoli successivi. La colonna sonora fu composta da Kōji Kondō, così come pure il celebre Super Mario Bros. Theme e gli effetti sonori, che sono diventati tra i più celebri e riconoscibili della storia dei videogiochi.

## Sviluppo
| 1985 | Super Mario Bros.                   |
| 1986 | Super Mario Bros.: The Lost Levels  |
| 1987 |                                     |
| 1988 | Super Mario Bros. 2                 |
| 1988 | Super Mario Bros. 3                 |
| 1989 | Super Mario Land                    |
| 1990 | Super Mario World                   |
| 1991 |                                     |
| 1992 | Super Mario Land 2: 6 Golden Coins  |
| 1993 |                                     |
| 1994 |                                     |
| 1995 | Super Mario World 2: Yoshi's Island |
| 1996 | Super Mario 64                      |
| 1997 |                                     |
| 1998 |                                     |
| 1999 |                                     |
| 2000 |                                     |
| 2001 |                                     |
| 2002 | Super Mario Sunshine                |
| 2003 |                                     |
| 2004 |                                     |
| 2005 |                                     |
| 2006 | New Super Mario Bros.               |
| 2007 | Super Mario Galaxy                  |
| 2008 |                                     |
| 2009 | New Super Mario Bros. Wii           |
| 2010 | Super Mario Galaxy 2                |
| 2011 | Super Mario 3D Land                 |
| 2012 | New Super Mario Bros. 2             |
| 2012 | New Super Mario Bros. U             |
| 2013 | Super Mario 3D World                |
| 2014 |                                     |
| 2015 | Super Mario Maker                   |
| 2016 | Super Mario Run                     |
| 2017 | Super Mario Odyssey                 |
| 2018 |                                     |
| 2019 | Super Mario Maker 2                 |
| 2020 |                                     |
| 2021 | Bowser's Fury                       |
| 2022 |                                     |
| 2023 | Super Mario Bros. Wonder            |

### 1985-1995: Origini in 2D

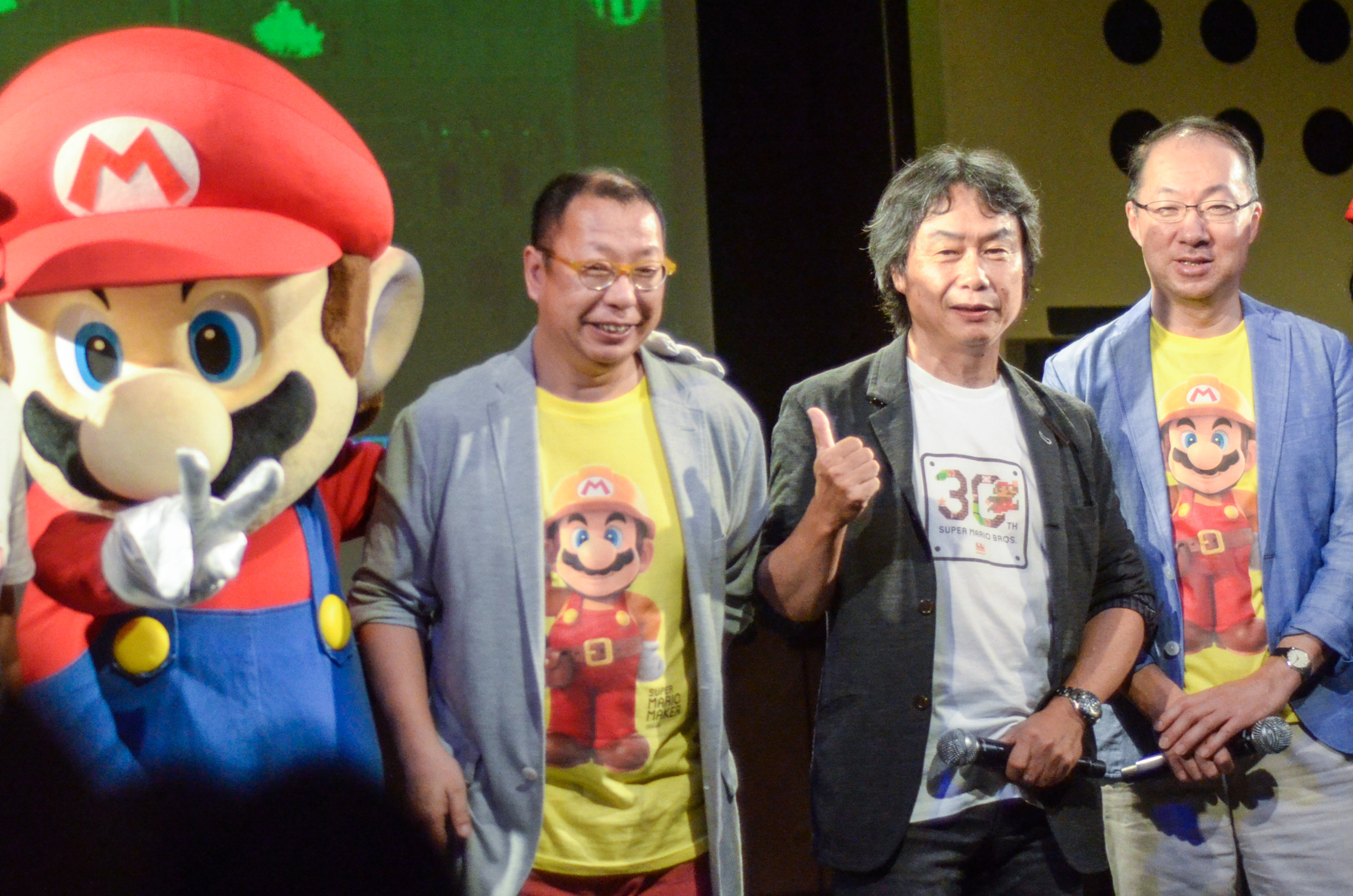
La squadra che ha lavorato a Super Mario Bros.: il game director Takashi Tezuka, il produttore Shigeru Miyamoto e il compositore Koji Kondo nel 2015.

Super Mario Bros., il primo videogioco a piattaforme a scorrimento a presentare Mario, fu distribuito per il Nintendo Entertainment System (NES) nel 1985. Il gioco è frutto della collaborazione di Shigeru Miyamoto e Takashi Tezuka di Nintendo per realizzare un sequel del gioco arcade del 1983 Mario Bros., che ha interpretato due personaggi: Mario, apparso per la prima volta in Donkey Kong come personaggio giocante e nel suo sequel in cui era il boss finale, e Luigi, apparso per la prima volta in Mario Bros.
Super Mario Bros. introduce diversi elementi chiave del franchise di Mario, tra cui i Goomba, Koopa Troopa, Bowser, Peach e tre potenziamenti: il Super fungo, che aumenta le dimensioni del personaggio garantendo un ulteriore punto ferita, il Fiore di fuoco, che permette al personaggio di sparare palle di fuoco contro i nemici, e la Super stella, che garantisce una temporanea invulnerabilità. Il "Super" nel titolo viene dall'integrazione del Super fungo nel gioco. I fratelli Mario e Luigi devono salvare la principessa Toadstool/Peach da Bowser/re Koopa nel Regno dei Funghi.
Il gioco è composto da otto mondi di quattro livelli ciascuno, per un totale di 32 livelli. Sebbene i mondi differiscano nei temi, il quarto livello è sempre una fortezza o un castello che termina con una lotta contro Bowser (o uno dei suoi servitori travestiti da lui). Super Mario Bros. è uno dei videogiochi più venduti di tutti i tempi.
In Super Mario Bros.: The Lost Levels (1986) per NES può considerarsi il seguito del primo capitolo, ma solo per il mercato giapponese.
In Super Mario Bros. 2 (1988) per NES, è un gioco particolare ambientato in un sogno con 4 personaggi giocabili e ognuno con delle tecniche diverse: Mario con nessuna tecnica particolare, Luigi con la tecnica col salto più lungo, la Principessa Peach (al tempo Principessa Peach Toadstoll) con la tecnica di svolazzare durante un salto, e Toad Blu con la tecnica di correre più veloce.
In Super Mario Bros. 3 (1988) per NES il gioco viene ampliato e arricchito di nuovi elementi. Vengono aggiunti nuovi potenziamenti come la Foglia Tanooki, che permette di volare per brevi tratti. Vengono aggiunti inoltre dei nuovi personaggi: i Bowserotti. I livelli sono a tema con il relativo mondo di gioco e sono visualizzati su una mappa che permette al giocatore di decidere il percorso da fare. Infatti l'ordine non è strettamente lineare, ma permette di ritornare sui propri passi, sebbene ogni livello possa essere completato una sola volta.
In Super Mario World (1990) per SNES i livelli salgono a 96, suddivisi in 7 mondi principali e 2 segreti, raggiungibili grazie a uscite segrete; Mario acquisisce una nuova serie di mosse, come il salto avvitato e l'abilità di raccogliere e lanciare oggetti. Guadagna inoltre una sorta di inventario, dove viene sistemato un potenziamento raccolto in eccesso che viene riutilizzato al momento giusto. Fa inoltre la sua prima apparizione Yoshi, in veste di comprimario e che sarebbe diventato il protagonista in Super Mario World 2: Yoshi's Island (1995).
Sono usciti anche due capitoli per Game Boy, chiamati Super Mario Land (1989) e Super Mario Land 2: 6 Golden Coins (1992).

### 1996-2005: Introduzione del 3D e dell'esplorazione libera
Super Mario 64 (1996) per Nintendo 64 segna l'inizio della serie in tre dimensioni di Mario, che deve salvare un'altra volta Peach da Bowser, il quale ha conquistato il castello di Peach grazie al potere delle Stelle; Mario ne deve raccogliere almeno 70 per sfidare alla fine del gioco Bowser e liberare Peach, saltando di quadro in quadro. Se Mario riesce a raccogliere 120 Stelle, ottiene 100 vite extra. Così Super Mario 64 è anche il primo gioco in cui il giocatore avrebbe ricevuto un premio per la collezione di oggetti.
Super Mario Sunshine (2002) per Nintendo GameCube può considerarsi il seguito di Super Mario 64, con il quale condivide alcuni elementi di gioco. Questa volta lo scopo è quello di ripulire L'Isola Delfina nel quale Mario è in vacanza, deturpata da Mario Ombra(un suo sosia malvagio). Come nel precedente capitolo, per avanzare nei livelli si devono collezionare degli oggetti chiamati "Soli Custodi", che sostituiscono le Stelle; questa volta però Mario è dotato di una particolare pistola ad acqua, chiamata SPLAC 3000 (e progettata dal Professor Strambic), con la quale può sconfiggere i vari nemici.

### 2006-2016: Ritorno del 2D e videogiochi 3D con un percorso
In New Super Mario Bros. (2006) per Nintendo DS c'è un ritorno al passato e alle meccaniche di gioco due dimensioni, pur possedendo alcuni elementi realizzati in tre dimensioni. È infatti una sorta di misto fra Super Mario Bros. (la trama: Bowser rapisce la Principessa Peach e per liberarla bisogna sconfiggerlo), Super Mario Bros. 3 (la mappa dei mondi, i tubi sulla mappa, la possibilità di prendere i gusci e lanciarli contro i blocchi e le case di Toad), Super Mario World (la possibilità di mettere un oggetto di riserva) e Super Mario 64 (Dorrie, Sushi e Womp, il castello di Peach sullo sfondo è simile a quello di Super Mario 64, lo schianto a terra, il salto a parete, il doppio e il triplo salto). Questo gioco segna il ritorno del Fiore Di Fuoco, uno dei potenziamenti principali nei giochi di Mario.
Super Mario Galaxy (2007) per Wii sfrutta l'innovativo sistema di controllo della console, basato sulla rilevazione dei movimenti della mano dell'utente. Mario questa volta deve viaggiare in svariate galassie, ognuna dotata di una propria Interazione gravitazionale. Come in Super Mario 64 e Super Mario Sunshine i livelli sono in tre dimensioni e liberamente esplorabili; tuttavia in alcuni frangenti la visuale e il percorso disponibile sono ristretti alle due dimensioni. Vengono reintrodotti potenziamenti storici della serie come la Super Stella e il fiore di fuoco e introdotti nuovi potenziamenti come il fiore di ghiaccio, il Fungo Ape, il Fungo Molla, il Fungo Spettro e la Stella Rossa.
In New Super Mario Bros. Wii (2009) Mario, Luigi, Toad Giallo e Toad Blu stanno festeggiando il compleanno della Principessa Peach, ma a un tratto arriva una torta da cui escono fuori i Bowserotti e Bowser Jr., i quali catturano la Principessa. In questo gioco per la prima volta i Bowserotti sono in tre dimensioni e con la propria voce. Ritorna Yoshi cavalcabile, come su Super Mario World, che compare in colore verde, giallo, celeste e rosa, non ha poteri speciali con i gusci, ma può fare il salto svolazzante e lo schianto a terra. Tutti i personaggi, i nemici e gli oggetti sono in tre dimensioni, mentre la struttura dei livelli rimane in due dimensioni.
Super Mario Galaxy 2 (2010) per Wii è il seguito di Super Mario Galaxy. Il Festival delle Stelle si sta manifestando, così la Principessa Peach invita Mario ad andare al castello per mangiare un po' di torta. Mentre Mario sta andando verso il castello trova uno Sfavillotto. Arrivato davanti al castello, Mario incontra Bowser, che è diventato gigante grazie al potere delle Megastelle e così vola via catturando la Principessa. Questo gioco utilizza lo stesso motore grafico di Super Mario Galaxy, anche se con qualche miglioria. La novità principale di questo gioco è Yoshi, che torna giocabile in un gioco tridimensionale dopo 8 anni. Inoltre per la prima volta anche Yoshi ha dei potenziamenti: il Peperoncino Rosso e il Frutto Blu. Vengono aggiunti nuovi potenziamenti per Mario: il Fungo Roccia e il Fiore nuvola.
Super Mario 3D Land (2011) per Nintendo 3DS è un gioco tridimensionale, ma il cui funzionamento ricorda piuttosto Super Mario Bros. La sua caratteristica principale è la Foglia Tanooki, un potenziamento che ti trasforma appunto in un Tanooki e ti permette di volare o tirare "codate".
Negli anni successivi escono New Super Mario Bros. 2 (2012) per Nintendo 3DS, dove viene introdotto il fiore di fuoco dorato, New Super Mario Bros. U (2012), dove viene introdotta la ghianda e Super Mario 3D World (2013) per Nintendo Wii U, dove viene introdotta la campana gatto.

### 2017-2021: Ritorno all'esplorazione libera
Il 27 ottobre 2017 esce Super Mario Odyssey per Nintendo Switch. La caratteristica principale di questo gioco è il cappello di Mario "posseduto" da una specie di spirito chiamato Cappy, che può essere lanciato contro i nemici come arma o "capturare" alcuni oggetti o nemici, prendendone il controllo.
Il 12 febbraio 2021 è uscito Super Mario 3D World + Bowser's Fury, un riedizione del gioco per Wii U su Nintendo Switch, con l’aggiunta del multigiocatore online e di una nuova sezione, Bowser's Fury. La trama di Bowser's Fury comincia quando Mario finisce tramite una pozza nell'Isola dei Gatti, dove Bowser, diventato Bowser Furioso, sta distruggendo tutto. Così Mario, con l'aiuto di Bowser Jr. dovrà recuperare i Solegatti per sconfiggere Bowser Furioso.

### 2023:Super Mario Bros. Wonder
Il 20 ottobre 2023 viene pubblicato Super Mario Bros. Wonder per Nintendo Switch. Nel gioco, sono presenti tre power-up inediti: il Frutto elefante, il Fiore bolla e il Fungo trivella. Il Fiore Meraviglia, che innesca vari bizzarri effetti come ad esempio tubi che prendono vita, è la meccanica principale del gioco.

### Remake e remaster
| Gioco                                       | Piattaforma      | Anno      | Gioco originale                     | Anno di pubblicazione originale |
| ------------------------------------------- | ---------------- | --------- | ----------------------------------- | ------------------------------- |
| Super Mario All-Stars (+ Super Mario World) | Super NES        | 1993/1994 | Super Mario Bros.                   | 1985                            |
| Super Mario All-Stars (+ Super Mario World) | Super NES        | 1993/1994 | Super Mario Bros.: The Lost Levels  | 1986                            |
| Super Mario All-Stars (+ Super Mario World) | Super NES        | 1993/1994 | Super Mario Bros. 2                 | 1988                            |
| Super Mario All-Stars (+ Super Mario World) | Super NES        | 1993/1994 | Super Mario Bros. 3                 | 1988                            |
| Super Mario All-Stars (+ Super Mario World) | Super NES        | 1993/1994 | Super Mario World                   | 1990                            |
| Super Mario Bros. Deluxe                    | Game Boy Color   | 1999      | Super Mario Bros.                   | 1985                            |
| Super Mario Bros. Deluxe                    | Game Boy Color   | 1999      | Super Mario Bros.: The Lost Levels  | 1986                            |
| Super Mario Advance                         | Game Boy Advance | 2001/2002 | Super Mario Bros. 2                 | 1988                            |
| Super Mario Advance                         | Game Boy Advance | 2001/2002 | Mario Bros.                         | 1983                            |
| Super Mario World: Super Mario Advance 2    | Game Boy Advance | 2001      | Super Mario World                   | 1990                            |
| Super Mario World: Super Mario Advance 2    | Game Boy Advance | 2001      | Mario Bros.                         | 1983                            |
| Super Mario Advance 3: Yoshi's Island       | Game Boy Advance | 2002      | Super Mario World 2: Yoshi's Island | 1995                            |
| Super Mario Advance 3: Yoshi's Island       | Game Boy Advance | 2002      | Mario Bros.                         | 1983                            |
| Super Mario Advance 4: Super Mario Bros. 3  | Game Boy Advance | 2003/2004 | Super Mario Bros. 3                 | 1988                            |
| Super Mario Advance 4: Super Mario Bros. 3  | Game Boy Advance | 2003/2004 | Mario Bros.                         | 1983                            |
| Super Mario 64 DS                           | Nintendo DS      | 2004/2005 | Super Mario 64                      | 1996                            |
| New Super Mario Bros. U Deluxe              | Nintendo Switch  | 2019      | New Super Mario Bros. U             | 2012                            |
| New Super Mario Bros. U Deluxe              | Nintendo Switch  | 2019      | New Super Luigi U                   | 2013                            |
| Super Mario 3D All-Stars                    | Nintendo Switch  | 2020      | Super Mario 64                      | 1996                            |
| Super Mario 3D All-Stars                    | Nintendo Switch  | 2020      | Super Mario Sunshine                | 2002                            |
| Super Mario 3D All-Stars                    | Nintendo Switch  | 2020      | Super Mario Galaxy                  | 2007                            |
| Super Mario 3D World + Bowser's Fury        | Nintendo Switch  | 2021      | Super Mario 3D World                | 2013                            |

## Doppiaggio
| Personaggio       | Doppiatore | Doppiatori italiani                 |
| ----------------- | --- | ----------------------------------- |
| Mario             | Charles Martinet (dal 1996 al 2023) Kevin Afghani (dal 2023)                                                   |                                     |
| Baby Mario        | Charles Martinet (dal 1999 al 2023) Kevin Afghani (dal 2025)                                                   |                                     |
| Luigi             | Charles Martinet (dal 1997 al 2023) Kevin Afghani (dal 2023)                                                   |                                     |
| Baby Luigi        | Charles Martinet (dal 2003 al 2023) Kevin Afghani (dal 2025)                                                   |                                     |
| Toad              | Toshiko Yoturo Samantha Kelly (dal 2007 al 2025) Laila Berzins (dal 2025)                                      |                                     |
| Yoshi             | Kazumi Totaka                                                                                                  |                                     |
| Principessa Peach | Samantha Kelly (dal 2007 al 2025) Courtney Lin (dal 2025)                                                      |                                     |
| Principessa Daisy | Deanna Mustard (dal 2003 al 2022) Giselle Fernandez (dal 2023)                                                 |                                     |
| Bowser            | Akiko Wada Harvey Atkin Isaac Marshall Scott Burns (dal 2002 al 2007) Eric Newsome Kenneth W. James (dal 2007) |                                     |
| Goomba            | Nancy McConnor                                                                                                 |                                     |
| Koopa Troopa      | Nancy McConnor                                                                                                 |                                     |
| Donkey Kong       | Takashi Nagasako (dal 2004 al 2024) Kōji Takeda (dal 2025)                                                     |                                     |
| Wario             | Charles Martinet (dal 1996 al 2023) Kevin Afghani (dal 2023)                                                   | Francesco Rizzi (da WarioWare Gold) |
| Waluigi           | Charles Martinet (dal 2000 al 2022) Kevin Afghani (dal 2024)                                                   |                                     |
| Wart              | Charles Martinet                                                                                               |                                     |
| Mastro Toad       | Charles Martinet                                                                                               |                                     |
| Re Boo            | Nancy McConnor                                                                                                 |                                     |
| Rosalinda         | Laura Faye Smith                                                                                               |                                     |
| Personaggi vari   | Charles Martinet Samantha Kelly Nancy McConnor                                                                 |                                     |

## Accoglienza

### Critica
| Gioco                               | GameRankings |
| ----------------------------------- | ------------ |
| Super Mario Bros.                   | 92.63%       |
| Super Mario Bros. 2                 | 82.17%       |
| Super Mario Bros. 3                 | 92.25%       |
| Super Mario Land                    | 77.94%       |
| Super Mario World                   | 94.44%       |
| Super Mario Land 2: 6 Golden Coins  | 79.56%       |
| Wario Land: Super Mario Land 3      | 83.11%       |
| Super Mario World 2: Yoshi's Island | 96.00%       |
| Super Mario 64                      | 96.41%       |
| Super Mario Sunshine                | 91.50%       |
| New Super Mario Bros.               | 89.07%       |
| Super Mario Galaxy                  | 97.64%       |
| New Super Mario Bros. Wii           | 88.18%       |
| Super Mario Galaxy 2                | 97.35%       |
| Super Mario 3D Land                 | 90.09%       |
| New Super Mario Bros. 2             | 78.40%       |
| New Super Mario Bros. U             | 84.48%       |
| Super Mario 3D World                | 93.37%       |
| Super Mario Odyssey                 | 98.92%       |

La serie di Super Mario è una delle più popolari e durature serie di videogiochi della storia. Infatti fra i circa 250 videogiochi della serie, solo tre hanno ricevuto un punteggio minore dell'80% da GameRankings.
IGN l'ha definita la miglior serie di tutti i tempi.
Il primo gioco della serie, Super Mario Bros., è al primo posto nella lista dei 200 più grandi videogiochi della storia stilata da Electronic Gaming Monthly e al primo posto nella lista dei 100 migliori videogiochi di IGN. Il primo Super Mario Bros. è considerato il gioco che popolarizzò il genere dei piattaforme a scorrimento e provvedette a definire il genere gettando le basi dello stesso. Super Mario Bros. ha venduto 40.24 milioni di copie in tutto il mondo, diventando il gioco della serie Super Mario più venduto di sempre e uno dei videogiochi più venduti della storia.
Super Mario Bros. 3 è spesso citato come uno dei giochi migliori per il NES; la rivista Nintendo Power lo inserì alla sesta posizione nella lista dei duecento più grandi videogiochi Nintendo della storia e il gioco si posizionò quattordicesimo nella lista dell'Electronic Gaming Monthly. Super Mario World è posizionato all'ottava posizione nella lista dei duecento migliori videogiochi di Nintendo Power.
Super Mario 64 fu il primo gioco in tre dimensioni della serie di Super Mario e stabilì un nuovo archetipo per il genere, come fece all'epoca il primo Super Mario Bros. per i giochi a piattaforme in due dimensioni. Il gioco è acclamato da molti critici come uno dei più grandi videogiochi di tutti i tempi e il Guinness dei primati riportò che a fine 2007 furono vendute in totale 11.8 milioni di copie di questo gioco.
Super Mario Sunshine ricevette ottime recensioni da parte dei critici, mentre Super Mario Galaxy e il suo seguito Super Mario Galaxy 2 sono stati acclamati migliori dalla critica, ottenendo una media di 97.64% su GameRankings e una media di 97 su Metacritic il primo e una di 97.35% e 97 il secondo.
Super Mario 3D Land e Super Mario 3D World furono altri successi di critica, con una media di 90 il primo e 93 il secondo.
Il 27 ottobre 2017 è uscito Super Mario Odyssey, che su GameRankings ha raggiunto il punteggio più elevato in assoluto, ovvero 98.46%. Su Metacritic ha raggiunto il punteggio di 97%.

### Pubblico
| Gioco                                           | Piattaforma originaria                          | Vendite totali (milioni) | Anno di lancio |
| ----------------------------------------------- | ----------------------------------------------- | ------------------------ | -------------- |
| Super Mario Bros.                               | NES                                             | 40.23                    | 1985           |
| Super Mario Bros. 2                             | NES                                             | 10                       | 1988           |
| Super Mario Bros. 3                             | NES                                             | 18                       | 1988           |
| Super Mario Land                                | Game Boy                                        | 14                       | 1989           |
| Super Mario World                               | SNES                                            | 20                       | 1990           |
| Super Mario Land 2: 6 Golden Coins              | Game Boy                                        | 2.7                      | 1992           |
| Super Mario All-Stars                           | SNES                                            | 2.12                     | 1993           |
| Wario Land: Super Mario Land 3                  | Game Boy                                        | 5.2                      | 1994           |
| Super Mario World 2: Yoshi's Island             | SNES                                            | 4                        | 1995           |
| Super Mario 64                                  | Nintendo 64                                     | 11                       | 1996           |
| Super Mario Bros. Deluxe                        | Game Boy Color                                  | 3                        | 1999           |
| Super Mario Advance                             | Game Boy Advance                                | 3.74                     | 2001           |
| Super Mario Advance 2                           | Game Boy Advance                                | 4.08                     | 2001           |
| Super Mario Sunshine                            | Nintendo GameCube                               | 5.5                      | 2002           |
| Super Mario Advance 3                           | Game Boy Advance                                | 2.11                     | 2002           |
| Super Mario Advance 4                           | Game Boy Advance                                | 3.6                      | 2003           |
| Famicom Mini: Super Mario Bros.                 | Game Boy Advance                                | 1.37                     | 2004           |
| Famicom Mini: Super Mario Bros. 2               | Game Boy Advance                                | 0.37                     | 2004           |
| Super Mario 64 DS                               | Nintendo DS                                     | 9.65                     | 2004           |
| New Super Mario Bros.                           | Nintendo DS                                     | 28.74                    | 2006           |
| Super Mario Galaxy                              | Wii                                             | 10.4                     | 2007           |
| New Super Mario Bros. Wii                       | Wii                                             | 25.47                    | 2009           |
| Super Mario Galaxy 2                            | Wii                                             | 6.36                     | 2010           |
| Super Mario All-Stars 25th Anniversary Edition  | Wii                                             | 2.24                     | 2010           |
| Super Mario 3D Land                             | Nintendo 3DS                                    | 8.29                     | 2011           |
| New Super Mario Bros. 2                         | Nintendo 3DS                                    | 10.25                    | 2012           |
| New Super Mario Bros. U                         | Wii U                                           | 2.15                     | 2012           |
| Super Mario 3D World                            | Wii U                                           | 5.70                     | 2013           |
| Super Mario Odyssey                             | Nintendo Switch                                 | 20.23                    | 2017           |
| Super Mario Bros. Wonder                        | Nintendo Switch                                 | 4.3                      | 2023           |
| Vendita complessiva di tutti i titoli (milioni) | Vendita complessiva di tutti i titoli (milioni) | 272                      |                |

Il primo titolo della serie, Super Mario Bros., è il gioco che ha venduto di più, nonché il secondo gioco più venduto della storia dietro a Wii Sports, con 40.23 milioni di copie vendute. Nella lista dei giochi per NES più venduti della storia, figura anche Super Mario Bros. 3, con un totale di 18 milioni di copie vendute.
Super Mario World con i suoi 20 milioni di copie vendute divenne il gioco di maggior successo per il SNES, risultando il settimo videogioco più venduto della storia.
Super Mario 64 divenne il gioco più venduto per Nintendo 64 con i suoi 11 milioni di copie e Super Mario Sunshine il secondo gioco più venduto sul Nintendo GameCube con 5.5 milioni di copie dietro a Super Smash Bros. Melee.
Super Mario Galaxy vendette 8.02 milioni di copie e fu il sesto videogioco più venduto per Wii.
Anche i titoli portatili ebbero considerevoli vendite: Super Mario Land vendette 14 milioni di copie diventando il quarto videogioco più venduto sul Game Boy, Super Mario Land 2: 6 Golden Coins ne vendette 2.7 milioni e 5.2 milioni il suo seguito, Super Mario Land 3.
New Super Mario Bros. per Nintendo DS vendette 28.74 milioni di copie, diventando il secondo gioco più venduto per quella console dietro a Nintendogs. Super Mario 64 DS ne vendette 7.5, diventando l'ottavo gioco di maggior successo per Nintendo DS.

### Impatto
Il personaggio di Mario appare in 200 videogiochi di differente genere. La serie principale di Super Mario ha venduto più di 262 milioni di unità, mentre la serie di Mario Kart ha venduto 78 milioni di unità. La serie di Mario Party ha venduto oltre 32 milioni di unità. Anche gli arcade della serie Super Mario sono stati un successo di vendite: il cabinato di Donkey Kong ha venduto più di 125.000 unità e 6 milioni di unità in formato cartuccia. Mario Bros. ha venduto oltre 1.72 milioni di unità.
Mario e la sua serie di videogiochi sono apparsi in sette primati mondiali nel Guinness dei primati. Alcuni di questi primati sono: "Serie di videogiochi più venduta della storia", "Primo videogioco da cui è stato tratto un film" e "Personaggio dei videogiochi più prolifico".

## In altri media
La serie Super Mario include molti fumetti, manga e serie televisive basate sui giochi che compongono la serie. Molti di questi furono pubblicati nei tardi anni ottanta e nei primi anni novanta. Mario, Luigi e Peach apparvero inoltre come guest star in due giochi di sport della serie NBA Live dell'EA.

### Televisione

Mario in Super Mario World

Il Saturday Supercade fu una serie TV d'animazione prodotta dalla Ruby-Spears Production e in onda il sabato mattina. Fu trasmessa per due stagioni dalla CBS dal 1983 al 1985.
Il The Super Mario Bros. Super Show! fu la prima serie TV animata basata sul personaggio di Mario e sui giochi che lo vedevano protagonista su NES e SNES. Andò in onda per la prima volta il 4 settembre 1989. La serie era prodotta dalla DiC Entertainment e venne distribuita dalla Viacom Enterprises.
King Koopa's Kool Kartoons fu un live action televisivo californiano per bambini che andò in onda per una stagione dal 1989 al 1990. Vedeva protagonista Bowser, il re dei Koopa, principale antagonista di Mario. Ogni messa in onda durava 30 minuti.
The Adventures of Super Mario Bros. 3, trasmessa in Italia col titolo Le avventure di Super Mario, fu la seconda serie TV animata basata sui giochi di Mario per NES e SNES. Fu trasmessa dalla NBC dall'8 settembre al 1º dicembre 1990. Basata su Super Mario Bros. 3, il cartone vedeva Mario, Luigi, Peach e Toad lottare contro Bowser e i Bowserotti.
Super Mario Challenge fu uno spettacolo per bambini che andò in onda dal 1990 al 1991 alle 4:30 del pomeriggio di ogni fine settimana. Il presentatore, John Lenahan, vestiva i panni di Mario.
Nel 1991 fu tratta un'omonima serie dal gioco per SNES Super Mario World e venne trasmessa dalla NBC. La serie terminò nel 1992. Raccontava le avventure di Mario, Luigi, Peach e Toad nella terra dei dinosauri, Dinosaurs Land, ma comprendendo anche Yoshi.

### Fumetti
Super Mario-kun è un fumetto basato sulla serie Super Mario, scritta da Yukio Sawada e pubblicata da Shogakukan. Esso contiene molti personaggi e scenari pescati dai giochi di Super Mario, come Super Mario World o Paper Mario. Il fumetto si compone di 41 volumi ed è la serie fumettistica più lunga mai creata sui personaggi di Super Mario. Un'altra serie di fumetti importante è quella di Hiroshi Takase, pubblicata dalla PikkaPika Comics.
Dal 1990 al 1991 a Valiant Comics pubblicò una serie di volumi a fumetti basati sui personaggi Nintendo e sulle loro avventure dal titolo Nintendo Comics System. Sempre la Valiant pubblicò inoltre alcuni fumetti basati esclusivamente sulla serie Super Mario.
Dal 1991 al 1992 la Archway Books pubblicò una serie di 12 volumi intitolata Nintendo Adventure Book. 10 di questi volumi raccontavano le avventure di Super Mario.
Una serie di fumetti disegnata in stile manga dal titolo Super Mario Adventures fu pubblicata negli Stati Uniti d'America sulla rivista Nintendo Power nel 1992 ed era basata su Super Mario World. Finita questa serie, Nintendo Power pubblicò una graphic novel basata su Super Mario Land 2 per Game Boy che vedeva Mario confrontarsi con Wario. In un tempo imprecisato Archie Comics creò un'adattazione a fumetto di Mario per la Nintendo, scritto da Ian Flynn e disegnato da Tracy Yardley e Ben Bates, ma il fumetto venne scartato.

## Cultura popolare
Super Mario è stato interpretato da Shinzō Abe, all'epoca Primo ministro del Giappone durante la Cerimonia di chiusura dei Giochi della XXXI Olimpiade ideata da Mikiko.